# Сержень-Юртовское поселение
Сержень-Юртовское поселение — поселение восточной кобанской культуры в возвышенной части Шалинского района Чеченской Республики. Поселение было открыто в 1958 году в результате широкомасштабных работ Северокавказской археологической экспедиции (СКАЭ). Располагается на первой предгорной плоской террасе, у входа в Веденское ущелье бассейна реки Хулхулау. В Сержень-юртовском поселении был выявлен слой эпохи бронзы и раннего железа с материалами, соотносимыми как с майкопской культурой, так и куро-аракской культурой, что было впервые зафиксировано на территории Чечни.

## История изучения поселения
Северокавказская археологическая экспедиция работала в составе 3-5 отрядов руководимых Р. М. Мунчаевым, В. И. Марковиным, Н. Я. Мерпертом, В. Б. Виноградовым, В. А. Кузнецовым, В. И. Козенковой, О. В. Милорадович. В процессе работы экспедиции готовились научные кадры археологов представителей местного населения (С. Ц. Умаров, М. Х. Багаев, М. Х. Ошаев, Т. Б. Тургиев, М. Б. Мужухоев). Научные труды экспедиции изложены в статьях, брошюрах и монографиях.
В 1956, 1959 и в 1960 годах Н. Я. Мерперт проводит раскопки на территории Чечено-Ингушетии, где под его руководством были исследованы курганы III—II тыс. до н. э. у станицы Мекенская северокавказской культуры.
Северокавказская экспедиция в конце 1950-х — в 1960-х годах проводила раскопки в селе Сержень-Юрт (Шалинский район). На западной окраине аула под руководством Е. И. Крупнова были обнаружены могильник и два поселения эпохи поздней бронзы и раннего железа. В течение 1958 и 1959 годов экспедиция провела раскопки поселении Сержень-Юрт-I и могильнике. В последующие годы Н. Я. Мерпертом, Е. И. Крупновым и В. И. Козенковой при участии М. П. Абрамовой были развернуты в Сержень-Юрте масштабные полевые работы, завершившиеся большими результатами. Экспедицией была вскрыта площадь, равной почти 3000 м², и добыто много артефактов из кости, камня, глины и металла. В 1964 году раскопки возобновились на южной и восточной частях холма, на котором находилось древнее поселение. Была вскрыта площадь 550 м². Средняя глубина залегания культурного слоя не превышала 0,8-1 м.
Археологами в результате раскопок было установлено, что Сержень-Юртовские поселения двухслойные. Нижние слои относятся к III тыс. до н. э., верхние — X—VIII вв. до н. э.

## Описание поселения
В поселении находилась группа памятников, взаимосвязанных в культурном и хронологическом отношении. Среди них было и большое поселение, расположенное на надпойменной террасе. На холмах перед ним располагались два посёлка-убежища. Это были Сержень-Юртовские поселения I и II. Рядом с ними был грунтовый могильник, где жители поселений хоронили своих покойников.
Сержень-Юрт-I (или Сержень-Юртовское поселение I) и могильник были исследованы практически полностью. Эти холмы были заселены местными племенами ещё в период ранней бронзы. Но культурный слой этого периода в этих поселениях был сильно разрушен. Тем не менее, удалось собрать различный материал III тысячелетия до н. э., содержащий в себе каменные земледельческие орудия (зернотёрки, кремнёвые серповые вкладыши и т. д.) и оружие (булава, наконечники стрел и др.). Было также найдено довольно много керамики того периода.
Сержень-Юрт-I, как и другие памятники западной окраины Сержень-Юрта, датируется концом II — первой половиной I тысячелетия до н. э. Это был благоустроенный и хорошо спланированный посёлок. Каменные вымостки (древние дороги) до раскопок в Сержень-Юрте никогда не обнаруживались в поселениях Кавказа начала I тысячелетия до н. э. Их наличие доказывает существование у жителей посёлка системы планировки пространства и представлений о благоустройстве среды обитания. В нём располагались жилые дома-мазанки и производственные сооружения. Вдоль трёх улиц, покрытых галечником и пересекавшими посёлок, располагались ямы-кладовые. Археологами расчистили 33 ямы цилиндрической и конической формы глубиной до 2 метров. Большое значение имеет коллекция керамики, в которую входят зооморфные статуэтки, штампы-пинтадеры, бронзовые двухсторонние боевые топоры. Погребальный инвентарь соответствует с находками Майртупского могильника. Конкретная датировка каждой могил определена по сочетанию вещей в погребальном комплексе. В большинстве своем она соответствует X—VIII вв. до н. э.
Были также обнаружены две глиняные пинтадеры со спиральным орнаментом, 116 зооморфных и 14 антропоморфных глиняных статуэток. Также найдены украшения раннего железного века Кавказа, которые представляют собой бронзовые булавки с изображениями в виде парных головок животных, смотрящих в противоположные стороны.
На существование местного металлопроизводства указывают остатки мастерской литейщика: тигли, формы, различные бронзовые изделия. В Чечне и на Северном Кавказе нет столь полно изученного древнего бытового памятника, как селение Сержень-Юрт-I. Селение погибло вследствие нашествия скифов. В ходе раскопок Сержень-Юртовского могильника было найдено около 100 погребений с богатыми наборами металлических изделий — предметов вооружения и украшений. Это первый на Северном Кавказе детально исследованный некрополь этого периода, в котором захоронены вооруженные всадники в воинском облачении. В Германии было издано исследование В. И. Козенковой, посвящённое Сержень-Юртовскому могильнику. Археологам удалось не только изучить и издать почти все материалы этого периода, но и подготовить обобщающие исследования. В последнем из них всестороннему изучению подвергнуто Сержень-Юртовское поселение-I.
В 1987 году на Сержень-Юртовском могильнике под руководством С. Л. Дударева были проведены ещё одни раскопки. Описание погребального инвентаря из трёх могил было опубликовано в обобщающей монографии С. Л. Дударева. Эти материалы ещё раз доказали принадлежность Сержень-Юртовского поселения к кобанской культуре Северного Кавказа, а точнее, к её локальному восточному варианту. Жители этого района, хотя и состояли в тесных связях с представителями каякентско-хорочаевской культуры Дагестана и Восточной Чечни, тем не менее, сохраняли некоторую изолированность и самобытность, что особенно наглядно явлено в керамике изучаемого памятника. Жизнь в поселении прервалась примерно в VII в. до н. э. Основанием для подобного вывода служит обнаружение большого числа наконечников стрел и многочисленные следы пожарищ и разрушений жилищ на всей площади посёлка.
Наконечники стрел раннескифского типа были обнаружены с северной стороны холма, на котором находится поселение, и вблизи входа в посёлок. Наконечники стрел местных жителей были расположены на всей территории поселка. Это свидетельствует о гибели посёлка в результате штурма холма скифами в VII в. до н. э., во время их походов в Переднюю Азию через Кавказ.